# Mayatangara
Mayatangara (Lanio aurantius) är en fågel i familjen tangaror inom ordningen tättingar.

## Utseende
Hane mayatangara är en färgglatt mönstrad fågel i svart och gult. Den liknar Icterus-gyllingar, men har kraftigare näbb. Honan är mycket mer färglös, med gråaktigt huvud.

## Utbredning och systematik
Fågeln förekommer i låglänta områden utmed Karibiska havet från sydöstra Mexiko till nordvästra Honduras. Den behandlas som monotypisk, det vill säga att den inte delas in i några underarter.

## Levnadssätt
Mayatangaran är en ovanlig fågel i fuktiga städsegröna skogar i tropiska lågländer. Den ses enstaka eller i par, vanligen sittande tyst och upprätt inne i skogens mellersta och övre skikt. Fågeln deltar ofta i kringvandrande artblandade flockar där den har en vaktande roll och varnar högljutt när en rovfågel eller någon annan predator närmar sig.

## Status och hot
Arten har ett stort utbredningsområde, men tros minska i antal, dock inte tillräckligt kraftigt för att den ska betraktas som hotad. Internationella naturvårdsunionen IUCN listar arten som livskraftig (LC).